# Ordynacja Próchnowska Potulickich-Skórzewskich
Ordynacja próchnowska to ordynacja rodowa utworzona testamentem w 1875 przez Emilię z Goetzendorf-Grafowskich hrabinę Skórzewską, dla swojego wnuka Zygmunta Potulickiego. 

## Historia
Ordynację w 1875 roku ustanowiła Emilia z Goetzendorf-Grafowskich hrabinę Skórzewska pod warunkiem noszenia przez niego nazwiska Potulicki-Skórzewski przez każdego ordynata. Choć status ordynacji zatwierdził już w 1876 roku cesarz Wilhelm I Hohenzollern, to próbowały ją obalić pozostałe córki fundatorki. Proces był długi, kosztowny (co zmusiło rodzinę do sprzedaży majątku Jeziory Wielkie), ale ostatecznie sądy utrzymały istnienie ordynacji.
Ordynacja próchnowska obejmowała około 6367 ha., ale zarówno pierwszy, jak i drugi ordynat słynęli ze złego gospodarowania i często ordynacja była z zarządzie sądowym. Ordynacja istniała formalnie do 1945 roku gdy uległa likwidacji w wyniku reformy rolnej.

## Ordynaci
- Hr. Zygmunt Potulicki-Skórzewski z Więcborka (1851-1911), wnuk fundatorki i I ordynat
- Hr. Jerzy Potulicki-Skórzewski z Więcborka (1894-1950), syn poprzedniego, II ordynat.